# Jan Debbaut
Jan Debbaut (Temse, 22 maart 1949) is een internationaal museumdirecteur van Belgische komaf.

## Levensloop
Na zijn studies kunstgeschiedenis aan de universiteit van Gent werkte Debbaut vanaf 1974 bij het Internationaal Cultureel Centrum (ICC) in Antwerpen en vervolgens in het Paleis voor Schone Kunsten in Brussel.
Hij was directeur van het Van Abbemuseum in Eindhoven van 1988 tot 2003. Onder zijn leiding maakte het museum een fikse groei door en werd het na verbouwing vijf keer zo groot als voorheen.
In 2003 werd hij directielid van Tate Gallery en Tate Modern. Hij bleef er tot februari 2006 en vertrok, de administratieve rompslomp moe geworden, om opnieuw als conservator te kunnen werken.
Sindsdien is hij als zelfstandig conservator en raadgever gevestigd in Londen. Onder zijn activiteiten zijn te vermelden:
- de organisatie van de rondreizende retrospectieve tentoonstelling Gilbert & George
- het adviseurschap voor het bouwen en organiseren van het Ullens Center for Contemporary Art (UCCA) in Beijing.

Debbaut heeft tentoonstellingen georganiseerd voor heel wat musea, alsook meegewerkt aan de Belgische en Nederlandse paviljoenen op de Biënnale van Venetië. Hij is ook vaak lid van adviserende comités of aankoopcomités, bestuurder bij kunstinstituten (zo was hij secretaris generaal van CIMAM – Conseil Internationale des Musées d'Art Contemporain) en zetelt in jury's (zoals bijvoorbeeld voor de Turner Prize).
In februari 2009 werd hij benoemd tot buitengewoon hoogleraar voor de leerstoel 'Presentation of Modern and Contemporary Visual Arts' aan de Rijksuniversiteit Groningen.

## Publicaties
- Utotombo. L'art d'Afrique noire dans les collections privées belges, catalogus tentoonstelling Paleis voor Schone Kunsten, Brussel, 1988
- Contemporary Art from the Netherlands, Art Data, 1998
- Cinema Cinema: Contemporary Art and the Cinematic Experience, Art Data, 1999
- Jeroen Eisinga, Eindhoven, 2000
- Van Abbe Museum, Companion to Modern and Contemporary Art, Eindhoven, 2002
- (samen met Michael Bracewell, Marco Livingston & Ben Borthwick), Gilbert & George: Major Exhibition, Tate Modern, Tate Publishing 2007